# Dougie Thomson
Douglas "Dougie" Thomson (* 24. března 1951 v Glasgow) je skotský hudebník, nejvíce známý jako bývalý baskytarista progressive rockové skupiny Supertramp.

## Kariéra
Thomsonova hudební kariéra začala v srpnu 1969, kdy se přidal ke glasgowské skupině "The Beings".
V září 1971 se stal členem skupiny The Alan Bown Set, kde krátce pracoval s budoucím kolegou ze skupiny Supertramp, Johnem Helliwellem. V únoru 1972 se zúčastnil zkoušek pro skupinu Supertramp, což vedlo k jeho přijetí jako dočasného hudebníka na několika koncertech.
V roce 1973 byl přijat jako řádný člen skupiny Supertramp a pomáhal Dave Margeresonovi s obchodními záležitostmi a přesvědčil Johna Helliwella, aby se připojil ke skupině
Thomson hrál se skupinou Supertramp na jejich nejslavnějších albech: Crime of the Century, Crisis? What Crisis?, Even in the Quietest Moments, Breakfast in America, Paris, ...Famous Last Words..., Brother Where You Bound a Free as a Bird.
Thomson byl členem Supertramp do přerušení její činnosti v roce 1988, do skupiny se od té doby již nikdy nevrátil.